# 小花紫玉盘
小花紫玉盘（学名：Uvaria rufa）是番荔枝科紫玉盘属的植物。分布在老挝、印度、柬埔寨、印度尼西亚、越南、菲律宾、马来西亚、新加坡、泰国以及中国大陆的广东、云南等地，生长于海拔400米至1,650米的地区，多生在山地疏林中，目前尚未由人工引种栽培。